# Перс (сын Гелиоса)
Перс (др.-греч. Πέρσης) — в древнегреческой мифологии царь Тавриды, сын Гелиоса и Персеиды.
Лишил власти своего брата Ээта, царя Колхиды.

## Первый вариант мифа: Перс — царь Тавриды, захвативший колхидский трон
После этого миф, в свою очередь, имеет несколько вариантов. Перс был убит Медом (сыном Медеи), вернувшим власть Ээту, либо Медом по велению Медеи.
Перс сверг Ээта и захватывает власть в Колхиде. Некоторое время спустя, когда Тесей вернулся в Афины, Медея со своим сыном Медом бежит в Колхиду. Мед прибыл первым, и сразу же был заключен Персом в темницу, поскольку оракул предсказал Персу гибель от потомка собственного брата. Причем Мед попытался схитрить, назвавшись Гиппотом, сыном коринфского царя Креонта, но Перс ему не поверил.
Узнав о случившемся, волшебница Медея насылает на Колхиду засуху, что приводит к неурожаю. Затем она прибывает сама под видом жрицы богини Артемиды, и утверждает, что положить конец засухе можно, принеся в жертву захваченного юношу (то есть Меда). Она придумывает сложный ритуал жертвоприношения, в ходе которого передает меч Меду. Тот неожиданно нападает на Перса, и убивает его.
Мед либо возвращает трон Ээту, либо сам садится на трон.
Есть также вариант, что Мед погибает в походе против индов, а Медея сама убивает Перса и возвращает трон отцу.
Либо воевал со своим братом по матери Ээтом, когда прибыли аргонавты, война описана в VI книге поэмы Валерия Флакка.

## Второй вариант мифа: Перс — царь Тавриды и отец Гекаты (погибает до похода аргонавтов)
По другой версии мифа, зафиксированной историком Диодором Сицилийским, Перс был царём тавров. Отличался свирепым и суровым нравом. Его дочерью была Геката, которая даже превосходила отца в этих качествах, описываясь в мифе исключительно жестокой особой.

Увлекаясь охотой, она в случае неудачи вместо зверей убивала из лука людей, а увлекаясь изготовлением смертоносных зелий, она изобрела так называемый аконит, и испытывала силу каждого зелья, добавляя его в пищу чужеземцам. Приобретя большой опыт в этих делах, Геката прежде всего погубила зельем отца и унаследовала царскую власть. 
Таким образом, в этой версии Перс погибает еще до похода аргонавтов.
Тем не менее, он упоминается в связи с походом, поскольку Геката вышла замуж за Ээта и родила от него двух дочерей — Кирку и Медею, а также сына Эгиалея.